# Black So Man
Black So Man de son vrai nom Bintogoma Traoré, né le 11 mai 1966 à Koudougou, en Haute-Volta, et mort le 16 mars 2002 à Abidjan, en Côte d'Ivoire est un musicien et reggaeman burkinabè.   

## Biographie

### Naissance
Bintogoma Traoré est né le 11 mai 1966 à Koudougou, en Haute-Volta, actuel Burkina Faso.

### Carrière
Black So Man est un musicien et chanteur engagé du Burkina Faso. Dans ses textes, il dénonce métaphoriquement les conditions de vie et critique l'élite politique. Son premier album est un grand succès et il est considéré, malgré sa courte carrière, comme l'un des meilleurs musiciens de son pays et de toute l'Afrique de l'ouest. 

### Décès
Black So Man est grièvement blessé dans un accident de la route survenu en décembre 1997 qui le laisse paraplégique, et il meurt à Abidjan au début de l'année 2002. Une rumeur circule selon laquelle Black So Man aurait été tué pour avoir critiqué le système burkinabè. Sa compagne et mère de son fils déclare dans une interview que la confusion est peut-être due au fait que l’accident a eu lieu dans une zone sécurisée par le régiment de sécurité présidentielle.

## Hommage
Un film de 52 minutes titré L'Ombre de Black est réalisé pour lui rendre hommage. Le film retrace le parcours de l'artiste de sa naissance à sa mort.